# Duosimpleks
Duosimpleks – sposób transmisji informacji w systemach radiowych, inaczej simpleks na dwóch częstotliwościach; nadawanie oraz odbiór występuje na przemian z wykorzystaniem dwóch osobnych częstotliwości nadawania (Tx) i odbioru (Rx). Łączność odbywa się za pośrednictwem stacji retransmisyjnej (przemiennika).